# آناکسیماندروس
آناکسیماندروس یا آناکسیماندر (به یونانی: Ἀναξίμανδρος) (به انگلیسی: Anaximander)؛ فیلسوف و دانشمند یونان باستان و دومین فیلسوف مکتب ملطی بود. وی بین سالهای ۶۱۰ تا ۵۴۶ پیش از میلادی می‌زیسته‌است.  آناکسیماندروس برخلافِ تالس، آب را مادةالمواد نمی‌دانست؛ و برای اینکه ثابت کند این فرض غلط است، چنین استدلال می‌کرد: اگر یکی از این عناصر (آب، آتش، هوا و خاک) عنصر اصلی بود، عناصر دیگر را تسخیر می‌کرد. این عناصر مخالف یکدیگرند: هوا سرد، آب مرطوب، خاک خشک، و آتش گرم است؛ بنابراین مادةالمواد باید خنثی باشد، نه یکی از همین عناصر.

## زندگی
آناکسیماندروس در سال ۶۱۰ پیش از میلاد در میلتوس(واقع در کشور ترکیه امروزی) زاده شد. سفرهای بسیاری انجام داد. از شاگردان تالس گشت و در حدود سال ۵۶۰ پیش از میلاد شهرت یافت. آناکسیماندروس در ۵۴۶ پیش از میلاد درگذشت.

## نظریه‌ها
آناکسیماندروس راه استادش (یا به گفته تئوفراستوس دستیار) تالس را در مکتب ملطی ادامه داد. او این اندیشهٔ تالس را پذیرفته بود که یگانگی باید شالودهٔ چندگانگی طبیعت باشد؛ امّا در این فرض تالس که آب، عنصر نخستین (آرخه) و ریشه و بن طبیعت است، ایراداتی می‌دید.
به نظر آناکسیماندروس، چندگانگی که به صورت ضدهای همترازی چون خشکی و تَری، سردی و گرمی و… نمایان است، نمی‌تواند در یکی از ضدها خلاصه شود؛ زیرا اگر یکی از ضدها اصل قرار بگیرد، لاجرم باید بر سایرین چیره بشود و تعادل طبیعت را به هم می‌ریزد.

در این خصوص وی گفتهٔ مهم و قابل ذکری دارد:
«اشیاء چنان‌که مقرر است به همان چیزی که از آن برخاسته‌اند، بازمی‌گردند؛ زیرا که بی‌عدالتیِ یکدیگر را در زمانِ مقتضی، جبران و مرمت می‌کنند.» 
اندیشهٔ «عدل» چه به معنای عدالت جهانی و چه به معنای عدل بشری، در دین و فلسفه یونان سهمی داشته است که شناختن آن برای مردم عصر جدید روی هم رفته آسان نیست. فکری که آنکسیمندر بیان می کند، به نظر می‌آید که چنین باشد: در جهان باید میان آتش و خاک و آب تناسب معینی برقرار باشد، ولی هرکدام از این عناصر( که به عنوان یک خدا تصوّر می‌شود) مدام می‌کوشد که قلمرو خود را گسترش دهد. لیکن نوعی جبر یا ناموس طبیعی وجود دارد که مدام تعادل را برقرار می‌کند. مثلاً هر جا که آتش بوده است، خاکستر برجای می‌ماند که همان خاک است. این همان مفهوم عدل - یعنی حدود ثابت و ابدی که تجاوز آن‌ها به یکدیگر ممکن نیست - یکی از عمیق‌ترین عقاید یونانی بود. خدایان نیز مانند انسان تابع عدل بودند، ولی خود نیروی عالی عدل، دارای شخصیت و تجسّم نبود و یک خدای عالی محسوب نمی‌شد.
آنکسیمندر برای اثبات اینکه مادّةالمواد نمی‌تواند آب و یا یکی دیگر از عناصر شناخته شده باشد، چنین استدلال می‌کرد: اگر یکی از این عناصر عنصر اصلی بود، عناصر دیگر را تسخیر می‌کرد. پس در این ستیزهٔ جهانی، مادّةالمواد باید خنثی باشد.
آنکسیمندر می‌گفت یک حرکت دائم و ابدی وجود دارد که در ضمن این حرکت کائنات به وجود آمده است. کائنات برخلاف آنچه در الهیات یهودی یا مسیحی آمده است، خلق نشده بلکه تکامل یافته است.
او در واقع عقیده داشت تالس بیش از حد بر عنصر تَری تأکید کرده؛ حال آن که به نظر آناکسیماندروس معقول‌تر این بود که انگاشته شود تَری و خشکی از مادٌه‌ای پدید آمده‌اند که مشترک میان هر دو است. او این مادّه را آپیرون نامید. آپیرون در اندیشهٔ آناکسیماندروس، مادّهٔ بی‌کران و نامتعیّنی است که همهٔ عناصر دیگر از آن پدید آمده‌اند.
آناکسیماندروس در توضیح وجود دائمی ضدها، سخن از نوعی جبران و تلافی به میان آورد. اگر عنصری از قلمرو خودش افزون‌تر شود، گونه‌ای عدالت طبیعی با کمک ضدّ آن عنصر این افزایش را جبران می‌کند تا توازن طبیعت برقرار شود.
آناکسیماندر (آناکسیماندروس) کتابی به نثر دربارهٔ نظریه‌های فلسفی خویش نوشت. این اثر در زمان تئوفراستس موجود بود و ما اطلاع ارزشمند خود دربارهٔ فکر آناکسیماندر را مرهون این کتاب هستیم. وی مانند تالس، در جست‌وجوی عنصر اولی و نهائی همهٔ اشیاء بود: لیکن براین عقیده بود که آن نمی‌تواند نوع خاصّی از مادّه، مثلاً آب باشد؛ زیرا آب یا رطوبت خود یکی از «اضداد» است که کشمکش و دست‌اندازی و تجاوز هر کدام را باید تبیین کرد. بنابراین، آناکسیماندر به این اندیشه رسید که عنصر اولی (آرخه) نامتعیّن است. این عنصر اولی‌تر از اضداد است و اضداد از آن به وجود می‌آیند و به آن منحل می‌گردند. آناکسیماندر این عنصر اولی (به یونانی: آرخه) را علّت مادّی نامید، و بنا برای نئوفراستس وی نخستین کسی بود که آن را چنین نامید. «این عنصر نه آب است ونه هیچ‌یک از دیگر عناصر، بلکه طبیعتی است مغایر با آنها و نامتناهی، که تمام آسمان‌ها و عوالم درون آن‌ها از آن ناشی می‌شوند.» آن بیکران (به یونانی: آپایرون) است؛ یعنی جوهر بی‌حد است. «ازلی و بی‌زمان» است و «تمام جهان‌ها را فراگرفته‌ است.» حیات از دریا ناشی می‌شود و در صور کنونی حیوانات به سبب سازگاری با محیط به ظهور رسیده‌ است. وی معتقد بود که زمین تخت است و در مرکز جهان قرار دارد. در مداری بالاتر ستارگان، دورتر از آن، ماه و نهایتاً خورشید. در حاشیه جهان هم آتشی ابدیست که خود از آپایرون بی‌انتها برخاسته است.

### جهان‌های متعدد
آنکسیمندر عقیده داشت که «همهٔ اشیاء از یک مادّه ساخته شده‌اند، ولی این مادّه برخلاف آنچه تالس می‌پنداشت، آب نیست و نیز هیچ یک از موادّی که ما می‌شناسیم، نیست؛ بلکه مادّه‌ای است نامتناهی و جاویدان که همهٔ جهان‌ها را در بر گرفته است.» - چون آنکسیمندر زمین را یکی از جهان های متعدد می‌پنداشت.
این نظریه، آناکسیماندر را به اتمیست ها و اپیکوریان نزدیک می‌کند که بیش از یک قرن بعد نیز ادّعا کردند که بی‌نهایت جهان ظاهر و ناپدید شده‌اند. به گفته سیمپلیسیوس، آناکسیماندر قبلاً در مورد کثرت جهان‌ها گمانه‌زنی کرده است؛ شبیه به اتم‌شناسان لوسیپوس و دموکریتوس و بعدها اپیکور. این متفکّران تصوّر می‌کردند که دنیاها برای مدّتی پدیدار می‌شوند و ناپدید می‌شوند و برخی از آن‌ها با نابودی دیگران متولّد می‌شوند. آن‌ها ادّعا کردند که این جنبش جاودانه است؛ زیرا بدون حرکت ایجاد و آغازی وجود ندارد.

### خاستگاه بشر
آنکسیمندر می‌گفت جانوران از عنصر مرطوب،در حالی که به‌وسیلهٔ آفتاب بخار می‌شده است، پدید آمده‌اند. انسان نیز مانند همهٔ جانداران از اخلاف ماهی است. ولی پیداست که انسان جانوری غیر از آنچه امروز هست، بوده است؛ زیرا اگر در اصل به همین صورت می‌بود، به علّت طولانی بودن دوران کودکی نسلش برجا نمی‌ماند. آناکسیماندر حدس هوشمندانه‌ای دربارهٔ منشأ انسان زده‌است: «... به علاوه وی می‌گوید که در آغاز انسان از نوع دیگری از حیوانات متولّد شده‌است، زیرا در حالی که دیگر حیوانات به سرعت خوراک خود را می‌یابند، تنها آدمی نیازمند یک دورهٔ درازمدت شیرخواری است، به طوری که اگر او در آغاز چنان‌که اکنون هست می‌بود، هرگز نمی‌توانست زنده و باقی بماند.»

### کیهان‌شناسی
آناکسیماندر فکر کرد اگر چنان‌که تالس می‌گوید زمین بر دریا تکیه کرده، پس دریا هم باید بر چیز دیگری تکیه کرده باشد و آن چیز دیگر هم بر چیز دیگری و همین‌طور تا بی نهایت؛ بدین ترتیب با تسلسل بی‌پایانی مواجه می‌شویم. او این مسئله را با این طرح حیرت‌انگیز حل کرد که زمین اصلاً بر چیزی تکیه نکرده و فقط یک جسم جامد است که در فضا معلّق ایستاده و با حفظ فاصله‌ای یکسان از از سایر اجسام آسمانی سرجای خود مانده است. آناکسیماندر زمین را کروی نمی‌دانست؛ زیرا به نظرش کاملاً مشهود بود که انسان‌ها روی زمینی مسطح زندگی می‌کنند. بنابراین، شکل زمین را استوانه‌ای می‌دانست.
او می‌گفت: «این زمین... بر هیچ چیز تکیه نکرده، بلکه به علّت فاصله یکسان از همهٔ چیزهای دیگر، سر جای خود ثابت ایستاده... و شکل آن مانند طبل [استوانه] است. ما روی یک سطح هموار آن راه می‌رویم، در حالی که سطح هموار دیگری در طرف مقابل قرار دارد.»
روایت‌های مختلفی از قول او نقل کرده‌اند که گفته‌اند آفتاب به بزرگی زمین، یا بیست برابر زمین، یا بیست و هشت برابر زمین است.

## دستاوردهای دیگر
آناکسیماندروس به عنوان نخستین کسی شناخته شده که نقشهٔ جغرافیایی رسم کرده‌ است. هم استرابون و هم آگاتمروس (جغرافی‌دانان یونانی بعد) ادّعا می‌کنند که به گفتهٔ جغرافی‌دان اراتوستنس، آناکسیماندر اوّلین کسی بود که نقشهٔ جهان را منتشر کرد . او نقشه‌های دریایی‌اش را با راهنمایی‌ها و ملاحظاتی دربارهٔ اقوامی که احتمال داشت دریانوردان در راه با آن‌ها برخورد کنند، تکمیل کرده بود. وی همچنین مخترع گونه‌ای شاخص آفتابی (ساعت آفتابی) بود.